# نورتون فیتزوارن
نورتون فیتزوارن (به انگلیسی: Norton Fitzwarren) یک روستا و محله مدنی در بریتانیا است که در تاونتون دین واقع شده‌است. نورتون فیتزوارن ۳٬۰۴۶ نفر جمعیت دارد.